# Ficus conglobata
Ficus conglobata är en mullbärsväxtart som beskrevs av George King. Ficus conglobata ingår i släktet fikonsläktet, och familjen mullbärsväxter. Inga underarter finns listade i Catalogue of Life.